# Dobrawa Czocher

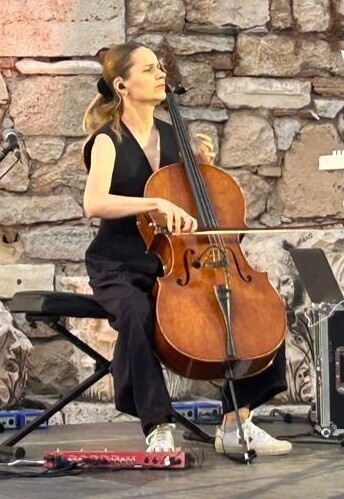
Dobrawa Czocher (2025)

Dobrawa Czocher (* 12. September 1991 in Tczew) ist eine polnische Cellistin und Komponistin.

## Leben und Wirken
Czocher, die in einer musikalischen Familie aufwuchs, begann ihre musikalische Ausbildung bereits im Alter von sieben Jahren und besuchte die Feliks Nowowiejski Ogólnokształcąca Musikschule in Gdansk. Dann studierte sie an der Fryderyk-Chopin-Universität für Musik in Warschau bei Piotr Hausenplas und an der Hochschule für Musik Detmold bei Alexander Gebert.
Czocher spielte 2017 in der Jungen Deutschen Philharmonie. Seit demselben Jahr wirkt sie als erste Cellistin der Neuen Philharmonie Berlin und seit 2018 als Solistin der Stettiner Philharmonie.
Gemeinsam mit der Pianistin Hania Rani spielte sie ihr Debütalbum mit dem Titel Biała Flaga (2015) ein, das eine „neoklassische“ Interpretation von Stücken der polnischen Rockband Republika darstellt. Das Album erreichte Platz 34 in den polnischen Charts. Wiederum zusammen mit Hania Rani veröffentlichte sie 2021 das Album Inner Symphonies bei der Deutschen Grammophon. 2023 erschien ihr Soloalbum mit dem Titel Dreamscapes (Modern Recordings / BMG Rights Management); hier sind fast in allen der selbst komponierten Musikstücke verschiedene Cellospuren in einem Mehrspurverfahren übereinander gelegt und mit Effekten bearbeitet.
Czocher lebt in Warschau und Berlin.

## Preise und Auszeichnungen
Czocher ist Preisträgerin mehrerer Solo- und Kammermusikwettbewerbe. 2022 erhielten Rani und sie den Opus-Klassik-Preis für das beste Musikvideo für den Titel „Malasana“.